# Camillo Negroni
Camillo Luigi Manfredo Maria Negroni (Fiesole, 25 maggio 1868 – Firenze, 25 settembre 1934) è stato un nobile italiano.

## Biografia
Nasce a Fiesole nel 1868, figlio del conte Enrico Negroni e Ada Savage Landor, nipote del poeta Walter Savage Landor, vivendo a villa La Torraccia.
Secondo la tradizione, tra il 1919 e il 1920 avrebbe chiesto al barista del Caffè Casoni (poi Giacosa, in via Tornabuoni) di Firenze, Fosco Scarselli, di realizzare un nuovo cocktail, poi chiamato Negroni in suo onore, composto da una parte di vermut rosso, una di bitter Campari e una di gin.